# Lake Independence
Lake Independence – jednomandatowy okręg wyborczy w wyborach do Izby Reprezentantów, niższej izby parlamentu Belize. Obecnym reprezentantem tego okręgu jest polityk Zjednoczonej Partii Demokratycznej Mark King.
Okręg Lake Independence znajduje się dystrykcie Belize w zachodniej części miasta Belize City.
Utworzony został w roku: 1984, jako jeden z dziesięciu nowych okręgów wyborczych powstałych na potrzeby pierwszych wyborów w niepodległym Belize.

## Posłowie
| Rok   | Poseł            |  | Partia |
| ----- | ---------------- |  | ------ |
| 1984  | Hubert Elrington |  | UDP    |
| 1989  | Carlos Diaz      |  | PUP    |
| 1993  | Hubert Elrington |  | UDP    |
| 1998  | Cordel Hyde      |  | PUP    |
| 2003  | Cordel Hyde      |  | PUP    |
| 2008. | Cordel Hyde      |  | PUP    |
| 2012  | Mark King        |  | UDP    |